# 中華職業棒球大聯盟
中華職業棒球大聯盟（英語：Chinese Professional Baseball League），簡稱中華職棒、中職、中華職棒大聯盟，是中華民國目前唯一的職業棒球聯盟，也是中華民國最早成立的職業運動聯盟。前身是1989年創立的「中華職業棒球聯盟」，創始球隊為兄弟象、統一獅、味全龍、三商虎，2003年與台灣職棒大聯盟合併後而改制。
中職聯盟歷史上首場比賽於1990年3月17日開打，正式宣告進入「職棒元年」；截至2024年，由統一7-ELEVEn獅以及中信兄弟（含其前身兄弟象）並列拿下10次台灣大賽總冠軍，為聯盟最多冠軍球隊。
自2017年起，中華成棒國家隊一級賽事的組隊、訓練，改由中職聯盟負責籌劃。

## 發展沿革

### 中華職業棒球聯盟

#### 誕生

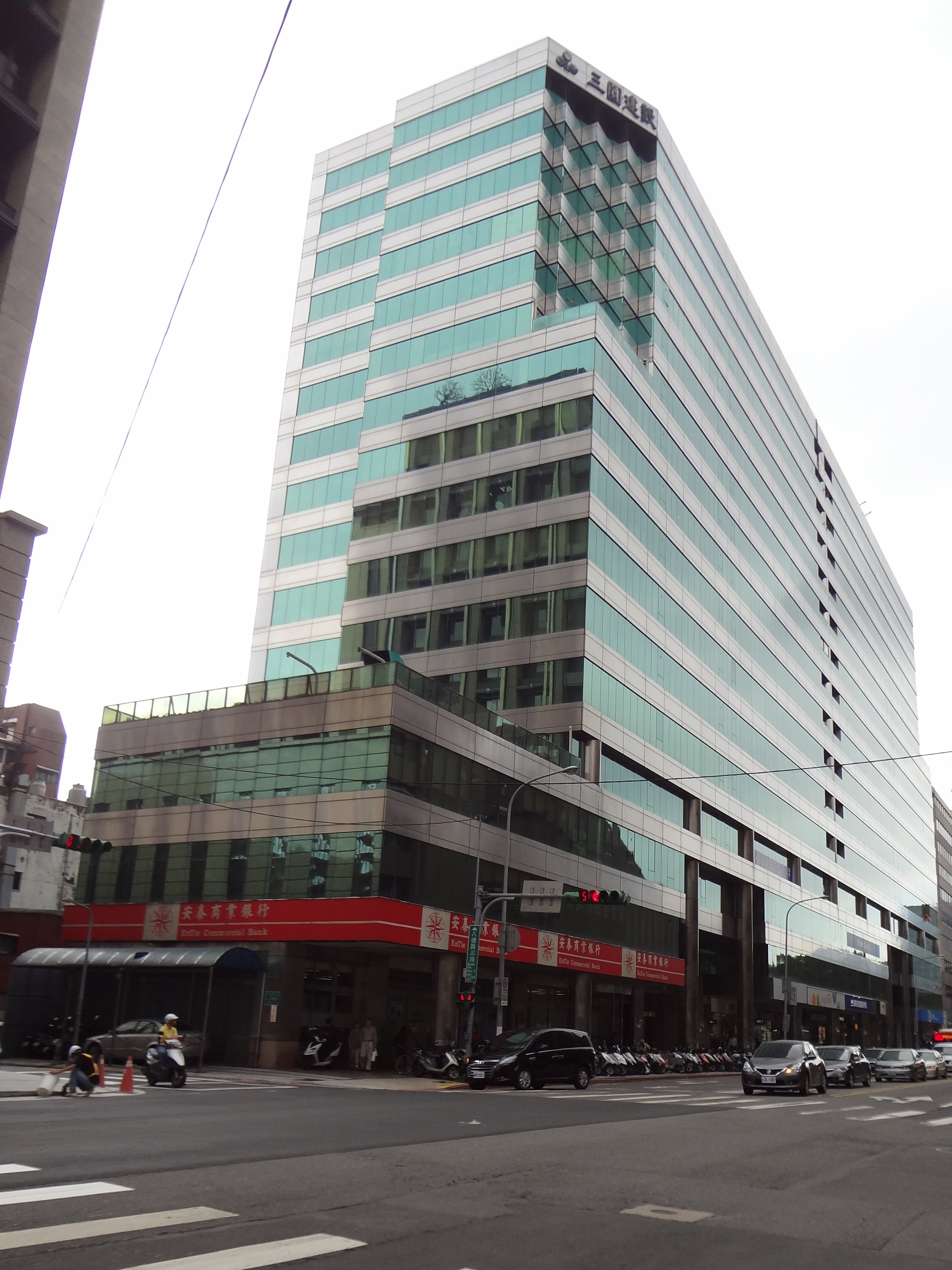
中華職棒總部所在的臺北市八德路三段「敦北長城大樓」

一直以來，將棒球視為「國球」的臺灣，於1980年代棒壇開始出現危機：不僅三級棒球式微，「三冠王」的威風不再，學生棒球的水準亦急遽下跌；成人棒球方面，甲組成棒賽觀眾稀少，甲組成棒社會球隊陸續解散，優秀成棒球員也相繼出走國外。
由於臺灣社會對棒球運動的本質及技術層面了解不深，加上棒球為臺灣相當熱門的運動項目。為順應時代潮流，在當時兄弟大飯店董事長洪騰勝促成之下，1987年12月31日「中華民國職業棒球推動委員會」成立，主任委員由中華民國棒球協會理事長唐盼盼兼任，副主任委員由中國電器董事長顏甘霖兼任，執行秘書由洪騰勝兼任。
1988年1月18日，中華民國職業棒球推動委員會宣布，目標在1990年成立職業聯盟，旗下涵蓋至少4支球隊；半年後，在研究參考各項資訊、徵詢各方意見後，委員會大致訂定了職棒聯盟的發展方向，並開始著手籌組球團、訂定規章、解決場地問題和培養裁判人才、建立裁判制度等實際工作。
1989年10月23日，「中華職業棒球聯盟」在兄弟大飯店舉行成立大會，由味全、統一、三商、兄弟成為第一批投身職棒球團經營的4個企業。
1990年3月17日臺灣棒球史上的首個職棒賽季開打，由旅居日本的棒球名將王貞治主持開球儀式，並邀請紅葉少棒隊球員余宏開參加開幕典禮，臺灣電視公司、NHK BS1實況轉播，就此揭開臺灣棒球的新紀元——「職棒元年」序幕（首戰由統一獅出戰兄弟象，最後獅隊以4：3獲勝）。
中華職棒元年開賽比賽紀錄
| 球隊     | 1                                                                | 2                                                                | 3                                                                | 4                                                                | 5                                                                | 6                                                                | 7                                                                | 8                                                                | 9                                                                | R                                                                | H                                                                | E                                                                |
| -------- | ---------------------------------------------------------------- | ---------------------------------------------------------------- | ---------------------------------------------------------------- | ---------------------------------------------------------------- | ---------------------------------------------------------------- | ---------------------------------------------------------------- | ---------------------------------------------------------------- | ---------------------------------------------------------------- | ---------------------------------------------------------------- | ---------------------------------------------------------------- | ---------------------------------------------------------------- | ---------------------------------------------------------------- |
| 統一獅   | 2                                                                | 0                                                                | 0                                                                | 2                                                                | 0                                                                | 0                                                                | 0                                                                | 0                                                                | 0                                                                | 4                                                                | 9                                                                | 2                                                                |
| 兄弟象   | 0                                                                | 1                                                                | 0                                                                | 0                                                                | 0                                                                | 0                                                                | 0                                                                | 2                                                                | 0                                                                | 3                                                                | 7                                                                | 1                                                                |
| 投手成績 | 勝投：杜福明 (1-0) 敗投：張永昌 (0-1)                            | 勝投：杜福明 (1-0) 敗投：張永昌 (0-1)                            | 勝投：杜福明 (1-0) 敗投：張永昌 (0-1)                            | 勝投：杜福明 (1-0) 敗投：張永昌 (0-1)                            | 勝投：杜福明 (1-0) 敗投：張永昌 (0-1)                            | 勝投：杜福明 (1-0) 敗投：張永昌 (0-1)                            | 救援成功：瑞奇 (1)                                               | 救援成功：瑞奇 (1)                                               | 救援成功：瑞奇 (1)                                               | 救援成功：瑞奇 (1)                                               | 救援成功：瑞奇 (1)                                               | 救援成功：瑞奇 (1)                                               |
| 打擊成績 | 勝利打點：羅曼 (一上) 全壘打：汪俊良 1 (四上，2分，投手：張永昌) | 勝利打點：羅曼 (一上) 全壘打：汪俊良 1 (四上，2分，投手：張永昌) | 勝利打點：羅曼 (一上) 全壘打：汪俊良 1 (四上，2分，投手：張永昌) | 勝利打點：羅曼 (一上) 全壘打：汪俊良 1 (四上，2分，投手：張永昌) | 勝利打點：羅曼 (一上) 全壘打：汪俊良 1 (四上，2分，投手：張永昌) | 勝利打點：羅曼 (一上) 全壘打：汪俊良 1 (四上，2分，投手：張永昌) | 勝利打點：羅曼 (一上) 全壘打：汪俊良 1 (四上，2分，投手：張永昌) | 勝利打點：羅曼 (一上) 全壘打：汪俊良 1 (四上，2分，投手：張永昌) | 勝利打點：羅曼 (一上) 全壘打：汪俊良 1 (四上，2分，投手：張永昌) | 勝利打點：羅曼 (一上) 全壘打：汪俊良 1 (四上，2分，投手：張永昌) | 勝利打點：羅曼 (一上) 全壘打：汪俊良 1 (四上，2分，投手：張永昌) | 勝利打點：羅曼 (一上) 全壘打：汪俊良 1 (四上，2分，投手：張永昌) |
| 相關資料 | 主審：葉南輝 觀眾人數：                                          | 主審：葉南輝 觀眾人數：                                          | 主審：葉南輝 觀眾人數：                                          | 主審：葉南輝 觀眾人數：                                          | 主審：葉南輝 觀眾人數：                                          | 主審：葉南輝 觀眾人數：                                          | 比賽時間：2小時51分                                              | 比賽時間：2小時51分                                              | 比賽時間：2小時51分                                              | 比賽時間：2小時51分                                              | 比賽時間：2小時51分                                              | 比賽時間：2小時51分                                              |

| 球隊     | 1                                   | 2                                   | 3                                   | 4                                   | 5                                   | 6                                   | 7                       | 8                       | 9                       | R                       | H                       | E                       |
| -------- | ----------------------------------- | ----------------------------------- | ----------------------------------- | ----------------------------------- | ----------------------------------- | ----------------------------------- | ----------------------- | ----------------------- | ----------------------- | ----------------------- | ----------------------- | ----------------------- |
| 味全龍   | 0                                   | 0                                   | 0                                   | 0                                   | 0                                   | 0                                   | 0                       | 0                       | 0                       | 0                       | 5                       | 2                       |
| 三商虎   | 0                                   | 0                                   | 1                                   | 0                                   | 2                                   | 0                                   | 0                       | 0                       | x                       | 3                       | 9                       | 0                       |
| 投手成績 | 勝投：鴻欽 (1-0) 敗投：黃平洋 (0-1) | 勝投：鴻欽 (1-0) 敗投：黃平洋 (0-1) | 勝投：鴻欽 (1-0) 敗投：黃平洋 (0-1) | 勝投：鴻欽 (1-0) 敗投：黃平洋 (0-1) | 勝投：鴻欽 (1-0) 敗投：黃平洋 (0-1) | 勝投：鴻欽 (1-0) 敗投：黃平洋 (0-1) | 救援成功：              | 救援成功：              | 救援成功：              | 救援成功：              | 救援成功：              | 救援成功：              |
| 打擊成績 | 勝利打點：鷹俠 全壘打：             | 勝利打點：鷹俠 全壘打：             | 勝利打點：鷹俠 全壘打：             | 勝利打點：鷹俠 全壘打：             | 勝利打點：鷹俠 全壘打：             | 勝利打點：鷹俠 全壘打：             | 勝利打點：鷹俠 全壘打： | 勝利打點：鷹俠 全壘打： | 勝利打點：鷹俠 全壘打： | 勝利打點：鷹俠 全壘打： | 勝利打點：鷹俠 全壘打： | 勝利打點：鷹俠 全壘打： |
| 相關資料 | 主審：林朝琴 觀眾人數：             | 主審：林朝琴 觀眾人數：             | 主審：林朝琴 觀眾人數：             | 主審：林朝琴 觀眾人數：             | 主審：林朝琴 觀眾人數：             | 主審：林朝琴 觀眾人數：             | 比賽時間：2小時18分     | 比賽時間：2小時18分     | 比賽時間：2小時18分     | 比賽時間：2小時18分     | 比賽時間：2小時18分     | 比賽時間：2小時18分     |

#### 全盛時期
中華職棒開打後，從職棒元年到職棒八年之間，臺灣棒球運動呈現不同的景象：球員的待遇提高，改善了生活，也增加他們的動力；球員的社會地位提升；棒球熱潮再度蔓延全臺灣，至1997年（職棒8年）時觀眾人數已突破千萬人次；老舊球場獲得整建，新球場亦慢慢增建。
除了創始時的4支球隊外，後來陸續又有中國時報（時報鷹）、俊國建設（俊國熊）、興農集團（興農牛）、和信集團（和信鯨）等企業加入職棒球團的經營；職棒八年的單一球季最多曾達到7隊規模（統一、兄弟、興農、味全、和信、三商、時報）。各級棒球隊的數目也不斷增加，棒、壘球運動大為流行。

#### 衰退時期
1997年（職棒8年）中爆發的球員簽賭、放水打假球事件，導致職棒環境陷入嚴重低潮，球迷對職棒球賽的不信任，造成球迷人數急遽下滑。連帶也使得因看好職棒市場，在電視轉播權紛爭後由年代電視主催成立的臺灣第二個職棒聯盟一台灣職業棒球大聯盟，即面臨臺灣職棒景況最低迷的時期。
先是於簽賭案中涉案最深的時報鷹宣佈解散，接著三商虎、味全龍亦先後宣佈解散，中華職棒從7支球隊頓時減少至4隊。台灣大聯盟的成立雖然讓球員的合約問題浮上檯面，也讓兩聯盟在相互競爭下開始展開職棒環境的改革，但終究難敵互相惡性競爭與涉及簽賭案造成的致命傷害。

#### 重振
2001年（職棒12年）第34屆世界盃棒球賽在臺灣舉行，中華民國棒球協會向中華職棒徵召15位優秀職棒球員進入國家代表隊（簡稱中華隊）參賽，在業餘選手張誌家（後來曾加盟日本職棒埼玉西武獅）、旅美選手陳金鋒的帶領下，贏得銅牌成績。這是中華隊自簽賭案後，最好的國際賽成績，加上比賽在臺灣舉行，吸引了許多臺灣民眾的注目，也重新帶起台灣民眾對棒球的熱情，職棒觀眾人數和票房收入亦連帶回溫。

### 中華職業棒球大聯盟

#### 新紀元
2003年1月13日（職棒14年）兩職棒聯盟簽署了合併協議書，那魯灣公司同意解散台灣大聯盟，並將其所屬的4支球隊精簡為2隊—誠泰太陽（由臺中金剛、嘉南勇士併隊）與第一金剛（由臺北太陽、高屏雷公併隊）合併加盟，且更名為「中華職業棒球大聯盟」。中華職棒14年（2003年）3月1日，中華職棒大聯盟開幕戰在臺北天母棒球場正式開打，展開職棒新紀元。

#### 簽賭疑雲再爆發
2005年7月25日（職棒16年），La New熊新秀捕手陳昭穎於比賽結束後遭檢方拘提，再浮現簽賭疑雲，多數球迷強烈的失望情緒再度出現。共有6名球員與1名教練於偵訊後被羈押或交保候傳（隨後也都被所屬球團開除，永不錄用），後爆發承辦檢察官及民代被查出涉有貪瀆、索賄等不法情事，全案已於2008年2月一審宣判。
2008年10月23日（職棒19年），前身為誠泰Cobras的米迪亞暴龍球團，因涉入簽賭事件遭中華職棒除名，球團方說法是「經營階層被黑道和組頭入主」，被除名後該隊諸多球員工作無著落，並拖欠薪資達4個月而赴勞工局抗議，惟局方表示《勞動基準法》中球員不算勞工，目前仍不了了之。
2009年10月27日（職棒20年），又爆發檢調發動的簽賭搜索行動，前職棒選手黃俊中、蔡豐安、莊宏亮及黑道四海幫若干成員被羈押搜索，兄弟象若干球員與設施被搜索。黑道透過2名前La New熊球員黃俊中（另一名球員在此案中扮演的角色尚未明朗）、1名前中信鯨球員以及前兄弟象球員莊侑霖（原名莊宏亮）擔任仲介，進而操控被賄賂的球員打假球。在此案件，檢察官及媒體完全不遵守「偵察不公開」的基本道德，傷及無辜。
2010年2月10日下午（職棒21年），板橋地檢署偵結此案，共起訴24人，其中包括明星球員陳致遠、前旅日選手張誌家及前兄弟象球員蔡豐安，皆被依詐欺、賭博罪嫌提起公訴，求刑2年。這起事件使得多數球迷大為失望。而興農牛打者謝佳賢則因疑似收賄遭到球團開除，雖然他極力否認，但卻解釋不清他與雨刷集團來往密切的原因。
2012年1月15日（職棒23年），統一7-ELEVEn獅總教練呂文生與妻子謝馥鈺疑涉入背信案，遭到檢調單位約談，並於1月16日移送板檢複訊分別以50萬元和30萬元交保，獅隊於同日暫停呂文生的總教練職務，並由日籍打擊教練中島輝士暫時代理總教練。後檢察官證實此案僅為背信案，並非簽賭案。

#### 東山再起
2012年10月22日（職棒23年），經營職棒興農牛長達十七年的興農集團，在職棒大環境持續不佳的情況下，因不堪虧損決議終止球隊經營，並透過新聞稿另尋買家，初期雖有不少企業詢問此事，卻無一願意接手球隊。經過幾個月洽談後，興農牛領隊楊仁佑與義联集團達成共識，12月17日，興農牛正式走入歷史，並以1.3億元賣給義联集團，更名為義大犀牛。
由於受到2013年世界棒球經典賽的影響、同年義大犀牛的加盟以及「曼尼旋風」帶動了中華職棒的熱潮。
2013年10月19日（職棒24年），兄弟象董事長洪瑞河偕同長女（兄弟象領隊）洪芸鈴召開記者會，正式宣布「轉售兄弟象球團」。洪瑞河於記者會上表示，目前尚無任何買家接觸，若最後無任何買方接手，將會再撐一年球季，即最慢2014年季末就會結束球團運作。外界一般預測，其轉售金額將比義联集團收購興農牛的價格1.3億要來得高，後經消息證實由中信金控旗下華翼育樂正式接手。
2014年1月5日（職棒25年），中信金控宣布隊名為中信兄弟，吉祥物仍為象。

#### 轉播權爭議及多頻道轉播
2014年8月（職棒25年），中華職棒正式由聯盟談轉播權，轉為由球團自主洽談轉播權，成為獨立轉播的方式。此在中華職棒曾短暫出現過，在2005年（職棒16年）興農牛曾把轉播權賣給ESPN台灣台（現FOX體育台），但當時輿論並不認同獨立轉播，便又回到由聯盟統一商談轉播權，兄弟象領隊洪瑞河也曾於2008年（職棒19年）要求獨立轉播，但因「黑米事件」及中信鯨解散而作罷。
2014年8月5日（職棒25年），統一7-ELEVEn獅率先和FOX體育台簽約轉播主場比賽，終於成功開啟了轉播權單獨買賣。隔天，中信兄弟及義大犀牛和緯來電視網簽約轉播主場比賽，8月11日Lamigo桃猿也跟FOX體育台簽約轉播主場比賽。13日聯盟理事會將影像交叉授權規定納入規章，中華職棒轉播邁入多頻道時代。

#### 新制度
2014年8月23日（職棒25年）起擴大電視輔助判決，新增強迫進壘的封殺、觸殺、觸身球、外野界外球、外野飛球出局、第三出局數本壘是否得分的判定。
2015年5月6日（職棒26年）起，為了加快比賽節奏，投手在無人上壘的情形下強制在12秒內出手，換局2分鐘、中場6分鐘。其中，12秒內出手之規定是從打者進入打擊區注視投手算起，並非投手接到球後就開始計算，由二壘審拿碼表計算，同年4月28日於領隊會議通過。
2018年2月22日（職棒29年），於季前總教練會議通過故意四壞球無須投球的宣告制度，擊球員應進入擊球區後開始執行，且無論擊球員球數為何皆可即時提出並由守方總教練以手勢（伸出4指）向主審提出後執行，而投手投球數無須計算，宣告時為比賽停止球。

#### 擴編計劃
因為中華隊在2013年世界棒球經典賽（WBC）的好表現下，在2013年後，中職人氣復甦，開始有企業對加入中職感興趣。
崇越隼鷹自2013年開始，以成功進入中華職棒為目標，不過由於雙方意見衝突，至今仍未加入。
綺麗珊瑚總經理楊清瓏也曾拜訪中職詢問擴編球隊制度辦法，並希望如果未來加入中職的話能將主場設在高雄。大魯閣實業也曾主動拜訪中職討論加盟事宜。
2018年9月4日（職棒29年），澳洲棒球聯盟向中職遞交加盟申請書，希望能從2019年起加入中職二軍賽事，最終目標是加入中職一軍賽事，不過最後澳洲方面確定因後勤因素2019年上半季無法如期來台，後來又確定2019年下半季無法如期來台。

#### 味全龍回歸，成為第五隊
2019年（職棒30年）初，頂新集團被傳出有意重組已解散20年之久的味全龍；1月，魏應充表示確定要重組味全龍；4月29日，味全龍正式向中職遞交加盟申請書，並於同年6月24日正式通過加盟程序重返中職，是中職與台灣大聯盟合併後第一支加盟的球隊，也是目前中職唯一一支在解散後又重新加盟的球隊。

#### 台鋼雄鷹加入，成為第六隊
2021年（職棒32年），蔡其昌上任中職會長表示，將積極擴展第六隊，預估2022年有機會，有興趣的企業包括：中華電信、台灣鋼鐵。
2022年1月（職棒33年），台灣鋼鐵集團正式拜會中華職棒，聽取中華職棒的加盟簡報；2月25日，中職發布將由台灣鋼鐵集團成立第六隊；3月2日，遞交意向書；4月1日，提交組隊經營企劃書；4月27日，獲得聯盟常務理事會審查通過，進入組隊程序；在7月參加選秀會，2023年於二軍出賽，2024年升上一軍，主場選定澄清湖棒球場，隊名也命名為「台鋼雄鷹」。

#### 巨蛋熱潮
2024年3月30日，進行職棒首場台北大巨蛋例行賽賽事，由味全龍主場迎戰樂天桃猿，最終味全龍以3：2勝出。本場比賽共有28,618位觀眾進場，刷新中職聯盟紀錄。
2024年7月20、21日，首次於大巨蛋進行明星賽賽事，兩場比賽分別有33,688和28,666位觀眾進場，合計62,354位觀眾，刷新了中職聯盟1990年3場總計36,000位觀眾之紀錄。
2024年8月3日，中信兄弟在大巨蛋舉辦主場賽事，在賽後表演嘉賓、第一位登上大巨蛋的韓國熱門KPOP歌手泫雅的加持下，吸引34,506名觀眾，成為中職史上最多觀眾人數紀錄。
2024年9月21、22日，中信兄弟在台北大巨蛋為周思齊舉辦引退賽，開賽前票房趨近即將完售，並在開賽前一個禮拜，球團宣布由亞洲搖滾天團五月天為9月21日賽後的表演嘉賓，與相信音樂團隊為引退賽第一日準備精彩的周董引退紀念表演，第一天票房瞬間完售。此兩場比賽皆達40,000位觀眾進場，為大巨蛋第1、2場滿場賽事，同時為中職史上史無前例紀錄。
2024台灣大賽期間，由於受到大巨蛋效應，5場觀眾人數的合計最終為132,625人，也創下台灣大賽史上最多觀眾紀錄，尤其G1在台北大巨蛋更是4萬人滿場，最終於10月25日，中信兄弟在台灣大賽以4勝1負擊敗統一7-ELEVEn獅，獲得隊史第十座總冠軍。

## 球隊
| 球隊                                          | 創設年       | 加盟年       | 成軍年       | 解散年       | 主場地                                                    | 地圖                                                 |
| --------------------------------------------- | ------------ | ------------ | ------------ | ------------ | --------------------------------------------------------- | ---------------------------------------------------- |
| 味全龍 (Wei Chuan Dragons)                    | 1978         | 1990         | 1990         | 1999         | 臺北市立天母棒球場                                        | 樂天桃猿統一7-ELEVEn獅富邦悍將中信兄弟味全龍台鋼雄鷹 |
| 味全龍 (Wei Chuan Dragons)                    | 1978         | 2019         | 2019         | （不適用）   | 臺北市立天母棒球場                                        | 樂天桃猿統一7-ELEVEn獅富邦悍將中信兄弟味全龍台鋼雄鷹 |
| 中信兄弟 (CTBC Brothers)                      | 1984         | 1990         | 2014         | （不適用）   | 臺中洲際棒球場                                            | 樂天桃猿統一7-ELEVEn獅富邦悍將中信兄弟味全龍台鋼雄鷹 |
| 統一7-ELEVEn獅 (Uni-President 7-Eleven Lions) | 1989         | 1990         | 1990         | （不適用）   | 臺南市立棒球場                                            | 樂天桃猿統一7-ELEVEn獅富邦悍將中信兄弟味全龍台鋼雄鷹 |
| 富邦悍將 (Fubon Guardians)                    | 1989         | 1993         | 2017         | （不適用）   | 新北市立新莊棒球場                                        | 樂天桃猿統一7-ELEVEn獅富邦悍將中信兄弟味全龍台鋼雄鷹 |
| 樂天桃猿 (Rakuten Monkeys)                    | 2003         | 2003         | 2020         | （不適用）   | 樂天桃園棒球場                                            | 樂天桃猿統一7-ELEVEn獅富邦悍將中信兄弟味全龍台鋼雄鷹 |
| 台鋼雄鷹 (TSG Hawks)                          | 2022         | 2022         | 2022         | （不適用）   | 高雄市立澄清湖棒球場                                      | 樂天桃猿統一7-ELEVEn獅富邦悍將中信兄弟味全龍台鋼雄鷹 |
| 已解散的球隊                                  | 已解散的球隊 | 已解散的球隊 | 已解散的球隊 | 已解散的球隊 | 已解散的球隊                                              | 解散原因                                             |
| 三商虎 Mercuries Tigers                       | 1989         | 1990         | 1990         | 1999         | 臺北市立棒球場 高雄市立立德棒球場                         | 經營困難，不堪虧損 簽賭案：黑虎事件                  |
| 時報鷹 China Times Eagles                     | 1990         | 1993         | 1993         | 1997         | 屏東縣立棒球場                                            | 簽賭案：黑鷹事件                                     |
| 中信鯨 Chinatrust Whales                      | 1991         | 1997         | 1997         | 2008         | 嘉義市立棒球場（1998-2003） 新莊棒球場（2004-2008非正式） | 簽賭案：黑鯨事件                                     |
| 米迪亞暴龍 dmedia T-REX                       | 2003         | 2003         | 2008         | 2008         | 新莊棒球場（非正式）                                      | 簽賭案：黑米事件，遭聯盟除名                         |

### 球隊名稱變遷
| 顏色   | 代表意義                             |
| ------ | ------------------------------------ |
| 黃色   | 此球隊的過往名稱                     |
| 深黃色 | 此球隊於台灣大聯盟時期球隊的過往名稱 |
| 綠色   | 此球隊的現行名稱                     |
| 藍色   | 此球隊已經解散或被除名               |

| 球隊變遷  | 球隊變遷       | 球隊變遷 | 球隊變遷      | 球隊變遷 | 球隊變遷   | 球隊變遷   | 球隊變遷            | 球隊變遷            | 球隊變遷 | 球隊變遷 | 球隊變遷   | 球隊變遷   |
| --------- | -------------- | -------- | ------------- | -------- | ---------- | ---------- | ------------------- | ------------------- | -------- | -------- | ---------- | ---------- |
| 年代      | 統一7-ELEVEn獅 | 中信兄弟 | 富邦悍將      | 樂天桃猿 | 樂天桃猿   | 味全龍     | 台鋼雄鷹            | 中信鯨              | 三商虎   | 時報鷹   | 米迪亞暴龍 | 米迪亞暴龍 |
| 1990-92年 | 統一獅         | 兄弟象   |               |          |            | 味全龍     |                     |                     | 三商虎   |          |            |            |
| 1993-95年 | 統一獅         | 兄弟象   | 俊國熊        | 時報鷹   |            | 味全龍     |                     |                     | 三商虎   |          |            |            |
| 1996年    | 統一獅         | 兄弟象   | 興農熊 興農牛 | 時報鷹   |            | 味全龍     |                     |                     | 三商虎   |          |            |            |
| 1997年    | 統一獅         | 兄弟象   | 興農牛        | 時報鷹   | 臺北太陽   | 味全龍     | 高屏雷公            | 和信鯨              | 三商虎   | 臺中金剛 | 嘉南勇士   |            |
| 1998-99年 | 統一獅         | 兄弟象   | 興農牛        | 已解散   | 臺北太陽   | 味全龍     | 高屏雷公            | 和信鯨              | 三商虎   | 臺中金剛 | 嘉南勇士   |            |
| 2000-01年 | 統一獅         | 兄弟象   | 興農牛        | 已解散   | 臺北太陽   | 解散期間   | 高屏雷公            | 和信鯨              | 已解散   | 臺中金剛 | 嘉南勇士   |            |
| 2002年    | 統一獅         | 兄弟象   | 興農牛        | 已解散   | 臺北太陽   | 解散期間   | 高屏雷公            | 中信鯨              | 已解散   | 臺中金剛 | 嘉南勇士   |            |
| 2003年    | 統一獅         | 兄弟象   | 興農牛        | 已解散   | 第一金剛   | 第一金剛   | 那魯灣太陽 誠泰太陽 | 那魯灣太陽 誠泰太陽 | 已解散   |          |            |            |
| 2004-07年 | 統一獅         | 兄弟象   | 興農牛        | 已解散   | La New熊   | La New熊   | 誠泰COBRAS          | 誠泰COBRAS          | 已解散   |          |            |            |
| 2008年    | 統一7-ELEVEn獅 | 兄弟象   | 興農牛        | 已解散   | La New熊   | La New熊   | 米迪亞暴龍          | 米迪亞暴龍          | 已解散   |          |            |            |
| 2009-10年 | 統一7-ELEVEn獅 | 兄弟象   | 興農牛        | 已解散   | La New熊   | La New熊   | 已解散              | 已除名              | 已除名   |          |            |            |
| 2011-12年 | 統一7-ELEVEn獅 | 兄弟象   | 興農牛        | 已解散   | Lamigo桃猿 | Lamigo桃猿 | 已解散              | 已除名              | 已除名   |          |            |            |
| 2013年    | 統一7-ELEVEn獅 | 兄弟象   | 義大犀牛      | 已解散   | Lamigo桃猿 | Lamigo桃猿 | 已解散              | 已除名              | 已除名   |          |            |            |
| 2014-16年 | 統一7-ELEVEn獅 | 中信兄弟 | 義大犀牛      | 已解散   | Lamigo桃猿 | Lamigo桃猿 | 已解散              | 已除名              | 已除名   |          |            |            |
| 2017-19年 | 統一7-ELEVEn獅 | 中信兄弟 | 富邦悍將      | 已解散   | Lamigo桃猿 | Lamigo桃猿 | 已解散              | 已除名              | 已除名   |          |            |            |
| 2020-21年 | 統一7-ELEVEn獅 | 中信兄弟 | 富邦悍將      | 已解散   | 樂天桃猿   | 樂天桃猿   | 已解散              | 已除名              | 已除名   | 味全龍   |            |            |
| 2022年-   | 統一7-ELEVEn獅 | 中信兄弟 | 富邦悍將      | 已解散   | 樂天桃猿   | 樂天桃猿   | 已解散              | 已除名              | 已除名   | 味全龍   | 台鋼雄鷹   |            |

## 比賽場地

### 一軍
| 中信兄弟                         | 台鋼雄鷹                         | 富邦悍將                        | 樂天桃猿                         | 味全龍                            | 統一7-ELEVEn獅                  |
| -------------------------------- | -------------------------------- | ------------------------------- | -------------------------------- | --------------------------------- | ------------------------------- |
| 洲際棒球場                       | 澄清湖棒球場                     | 新莊棒球場                      | 樂天桃園棒球場                   | 天母棒球場                        | 臺南市立棒球場                  |
| 可容納觀眾數: 20,000             | 可容納觀眾數: 20,000             | 可容納觀眾數: 12,100            | 可容納觀眾數: 20,000             | 可容納觀眾數: 10,000+             | 可容納觀眾數: 10,000            |
| 內野席數：15,000 外野席數：5,000 | 內野席數：15,000 外野席數：5,000 | 內野席數：8,100 外野席數：4,000 | 內野席數：12,000 外野席數：8,000 | 內野席數：10,000 外野席數：野餐席 | 內野席數：5,000 外野席數：5,000 |
|                                  |                                  |                                 |                                  |                                   |                                 |

### 二軍
| 中信兄弟           | 台鋼雄鷹     | 富邦悍將       | 樂天桃猿       | 味全龍     | 統一7-ELEVEn獅 |
| ------------------ | ------------ | -------------- | -------------- | ---------- | -------------- |
| 中國信託公益棒球場 | 澄清湖棒球場 | 嘉義市立棒球場 | 嘉義縣立棒球場 | 斗六棒球場 | 亞太棒球場     |
|                    |              |                |                |            |                |

## 中華職棒歌曲
| 年份 | 職棒年份 | 細項       | 歌手/樂團 | 歌名           |
| ---- | -------- | ---------- | --------- | -------------- |
| 1990 | 職棒元年 | 主題曲     | 童安格    | 中華職棒主題曲 |
| 2009 | 職棒20年 | 年度主題曲 | 動力火車  | 繼續轉動       |
| 2009 | 職棒20年 | 球迷主題曲 | 動力火車  | With Us        |
| 2010 | 職棒21年 | 年度主題曲 | 酷愛樂團  | 不能沒有你     |
| 2016 | 職棒27年 | 年度主題曲 | TRASH     | 我們的歌       |

| 年份 | 比賽                   | 歌手/樂團                              | 歌名           | 備註   |
| ---- | ---------------------- | -------------------------------------- | -------------- | ------ |
| 2001 | 世界盃棒球賽           | 任賢齊                                 | 再出發         |        |
| 2002 | 總冠軍賽               | 蕭亞軒                                 | 愛的主打歌     |        |
| 2003 | 亞洲棒球錦標賽         | 張雨生                                 | 我學會飛翔     |        |
| 2003 | 總冠軍賽               | 丸子                                   | 全壘打         |        |
| 2004 | 奧林匹克運動會         | 動力火車                               | 打開天空       |        |
| 2005 | 明星賽                 | 林宗興                                 | It's Show Time |        |
| 2006 | 洲際盃棒球賽           | 董事長樂團                             | 追追追         |        |
| 2013 | WBC世界棒球經典賽      | 林俊傑                                 | 因你而在       | 片尾曲 |
| 2013 | WBC世界棒球經典賽      | 暉倪                                   | 逆風飛翔       |        |
| 2014 | 世界盃棒球賽           | MP魔幻力量                             | 我們的主場     |        |
| 2015 | WBSC世界12強棒球錦標賽 | 八三夭                                 | 搖勒搖勒       |        |
| 2017 | 明星賽                 | BOXING、王勝偉、高孝儀、王躍霖、郭阜林 | 明星拉釘人     |        |
| 2019 | WBSC世界12強棒球錦標賽 | 黃奕儒                                 | 鬥陣           |        |
| 2023 | WBC世界棒球經典賽      | 玖壹壹                                 | 世界都看見     |        |
| 2024 | WBSC世界12強棒球錦標賽 | 七月半                                 | 就一起         |        |

## 組織

### 會長
根據聯盟規章規定，理事會應由理事選出的7名常務理事之中選一人擔任會長，任期3年，可連任一次。
中華職棒現任會長為蔡其昌，於2021年1月19日起就任。

### 理監事及秘書處主管
| 現任中華職業棒球大聯盟領導成員 |                                          |
| 職位                           | 姓名                                     |
| 會 長                          | 蔡其昌                                   |
| 常務理事                       | 凃忠正、川田喜則、馮寄台、徐文芳、陳昭如 |
| 常務監事                       | 毛明宇                                   |
| 理事                           |                                          |
| 監事                           |                                          |
| 秘書長                         | 楊清瓏                                   |
| 副秘書長                       | 蔡克斯（宣推）、王惠民（賽務）           |
| 行政部                         | 侯力元副主任                             |
| 宣傳推廣部                     | 賴世華副主任、簡士棋副主任               |
| 賽務部                         | 陳宋卿主任、陳俊銘副主任                 |

## 轉播單位

### 沿革與變動

#### 職棒元年至四年
- 1990至1994年由台灣電視公司、中國電視公司和中華電視公司共同轉播。
- 1992至1994年由衛視中文台、飛梭電視台（今八大電視）共同轉播。此期間大多數以錄播為主且轉播場次較少。

#### 職棒五年至七年（開始有固定時段直播場次）
- 1994至1996年年代電視台（TVIS）取得轉播權，前二年於周末進行直播；1996年每天直播。
- 1997年至2002年台灣大聯盟成立期間年代電視台（TVIS）及ESPN台灣台共同直播該聯盟賽事。

#### 職棒八年至二十四年
- 1997至2013年緯來電視網取得轉播權，期間曾於2003和2004年和年代電視台共同轉播。
- 民間全民電視公司曾於2013年11月9日直播兄弟象告別賽。
- 此期間由中華職棒大聯盟和單一電視台簽約合作。

#### 職棒二十五年至職棒二十七年
- 2014年1月24日，中華職棒以6年20.4億元將電視轉播權賣給MP & Silva，並同時發展網路轉播電視頻道CPBL TV （页面存档备份，存于）。
- 2014年3月20日，MP & Silva宣佈由博斯運動網取得轉播權；但因博斯始終無法在有線電視系統上架，造成觀眾收視不便。4月17日華視宣布和博斯合作。自4月20日起直播週日17:00進行的賽事。[41]
- MP & Silva在2014年7月19日深夜發出聲明表示和中華職棒解除合約，使中職發生轉播危機。
- 2014年7月21日，中華職棒開會決議暫停博斯運動頻道的訊號，由愛爾達體育台暫時播出，並由民視錄製比賽。2014年7月27日明星賽則由華視和愛爾達轉播。
- 在2014年8月5號統一7-ELEVEn獅率先和FOX體育台簽約轉播該年剩下的主場賽事，中職重回有線台轉播。並在2014年8月13日理事會簽訂四球團的影像交叉授權合約。2014年8月6日中信兄弟及義大犀牛和緯來電視網簽約轉播主場賽事。8月11日Lamigo桃猿也跟FOX體育台簽約轉播主場賽事。2015年3月續約，其中緯來和中信及義大續約至2017年球季。
- 2016年1月30日，博斯因而控告請求兩球團返還同年6月支付兩隊各750萬元的定金，並賠償1倍，共求償3000萬元。但博斯轉播球賽所獲的不當得利，於兩隊各有2062萬、2006萬元，相互抵銷後，博斯的定金債權已消滅，因此法官判定兩隊無須還錢和賠償。[42]
- 2016年3月17日，FOX體育台宣布繼續轉播Lamigo桃猿、統一7-ELEVEn獅的主場比賽，並簽下三年的轉播合約。[43]

#### 職棒二十八年至職棒三十五年
- Lamigo桃猿與FOX體育台因轉播權利金問題解除合約，並宣布與ELEVEN簽下六年合約，Lamigo桃猿之全部主場賽事由ELEVEN轉播。2020年球隊易主後，樂天桃猿繼續承接合約。
- 富邦接手義大犀牛更名富邦悍將後，承接義大犀牛與緯來電視台的剩餘一年合約，並在網路自行轉播，由資深主播錢定遠擔任主場賽事主播。與緯來的合約結束後，宣布由WIN TV（今MOMOTV）轉播，錢定遠繼續擔任主場賽事主播。
- 統一7-ELEVEn獅於2019年與ELEVEN簽下三年合約，ELEVEN因與有線電視系統業者有合約爭議，無法上架，經由統一7-ELEVEn獅球團同意後，統一主場賽事由ELEVEN及MOMOTV轉播，2024年則由MOMOTV及博斯體育連播，2025年起因MOMOTV及博斯體育已轉播他隊主場賽事，導致統一主場賽事可能被壓縮，改由DAZN轉播。
- 味全龍於2021年與ELEVEN簽下合約，味全之全部主場賽事由ELEVEN轉播；合約到期後並未續約，味全龍於2023年(職棒34年)球季開始由緯來電視網轉播主場賽事。
- 台鋼雄鷹於2024年與DAZN簽下合約，台鋼雄鷹之全部主場賽事由DAZN轉播，另外DAZN將MOD轉播權授給愛爾達電視，隔年賽季未續約，2025年起改由愛爾達電視製播，有線電視則授給MOMOTV及博斯體育連播。[44]

### 目前轉播

#### 一軍
| 球隊           | 有線電視            | MOD        | 線上平台                                                                           | 廣播電台     | 文字轉播     |
| -------------- | ------------------- | ---------- | ---------------------------------------------------------------------------------- | ------------ | ------------ |
| 富邦悍將       | MOMOTV              | 愛爾達電視 | CPBL TV Twitch DAZN OTT HamiVideo Youtube ELTA.TV LINE TODAY MyVideo               | 漢聲廣播電台 | 中華職棒官網 |
| 中信兄弟       | 緯來電視網          | 緯來精采台 | CPBL TV Twitch DAZN OTT                                                            | 漢聲廣播電台 | 中華職棒官網 |
| 統一7-ELEVEn獅 | DAZN                | 愛爾達電視 | CPBL TV DAZN OTT HamiVideo ELTA.TV Twitch Youtube LiTV Fain TV 四季線上 LINE TODAY | 漢聲廣播電台 | 中華職棒官網 |
| 樂天桃猿       | DAZN                | DAZN       | CPBL TV DAZN OTT                                                                   | 漢聲廣播電台 | 中華職棒官網 |
| 味全龍         | 緯來電視網          | 愛爾達電視 | CPBL TV Youtube DAZN OTT HamiVideo ELTA.TV Twitch Youtube Fain TV LINE TODAY       | 漢聲廣播電台 | 中華職棒官網 |
| 台鋼雄鷹       | MOMOTV 博斯運動頻道 | 愛爾達電視 | CPBL TV Youtube HamiVideo ELTA.TV                                                  | 漢聲廣播電台 | 中華職棒官網 |

- 廣播轉播僅播出週六、日場次。

#### 二軍
- 無線電視/有線電視：華視教育體育文化台
- 線上平台：公視+、CPBL TV、Youtube
- 僅播出週四、五場次。

## 賽制

### 熱身賽
| 現行賽制（2020年～今） - 加盟球團為六球團，分別為樂天桃猿、中信兄弟、富邦悍將、統一7ELEVEn獅、味全龍、台鋼雄鷹 - 進行雙循環對抗，每隊各打10場，總計30場熱身賽 - 遇雨則取消 過去賽制 - （2006年～2008年） - 加盟球團為六球團 - 進行單循環對抗，每隊各打5場，總計15場熱身賽 - 遇雨則取消 - （2009年～2019年） - 加盟球團為四球團 - 進行雙循環對抗，每隊各打6場，總計12場熱身賽 - 遇雨則取消 | 歷年熱身賽成績一覽表 \| 球隊 \| 球季 \| 出賽 \| 勝 \| 敗 \| 和 \| 勝率 \| \| ---------------------------- \| ---- \| ---- \| -- \| -- \| -- \| ---- \| \| La New熊/Lamigo桃猿/樂天桃猿 \| 20 \| 130 \| 63 \| 61 \| 6 \| .508 \| \| 統一獅/統一7-ELEVEn獅 \| 20 \| 140 \| 64 \| 65 \| 11 \| .496 \| \| 兄弟象/中信兄弟 \| 20 \| 144 \| 67 \| 65 \| 12 \| .508 \| \| 興農牛/義大犀牛/富邦悍將 \| 20 \| 137 \| 66 \| 58 \| 13 \| .532 \| \| 味全龍 \| 7 \| 62 \| 25 \| 29 \| 8 \| .463 \| \| 台鋼雄鷹 \| 3 \| 30 \| 10 \| 20 \| 1 \| .333 \| \| 中信鯨 \| 3 \| 13 \| 5 \| 5 \| 4 \| .500 \| \| 誠泰COBRAS/米迪亞暴龍 \| 6 \| 26 \| 6 \| 16 \| 4 \| .273 \| 統計時間：2006年～2025年 標出顏色的表消失或遭永久禁賽的球隊 |      |    |    |    |      |
| 球隊 | 球季 | 出賽 | 勝 | 敗 | 和 | 勝率 |
| La New熊/Lamigo桃猿/樂天桃猿 | 20 | 130  | 63 | 61 | 6  | .508 |
| 統一獅/統一7-ELEVEn獅 | 20 | 140  | 64 | 65 | 11 | .496 |
| 兄弟象/中信兄弟 | 20 | 144  | 67 | 65 | 12 | .508 |
| 興農牛/義大犀牛/富邦悍將 | 20 | 137  | 66 | 58 | 13 | .532 |
| 味全龍 | 7 | 62   | 25 | 29 | 8  | .463 |
| 台鋼雄鷹 | 3 | 30   | 10 | 20 | 1  | .333 |
| 中信鯨 | 3 | 13   | 5  | 5  | 4  | .500 |
| 誠泰COBRAS/米迪亞暴龍 | 6 | 26   | 6  | 16 | 4  | .273 |

### 例行賽
自2009年起（職棒二十年），因應「中信鯨」、「米迪亞暴龍」解散影響，球隊從6隊減至4隊，導致當時轉播的「緯來電視網」有意調整轉播權利金。中華職棒各球團為維持現行權利金，決議將「每隊一季100場」提高至「每隊一季120場」，全年一隊共240場例行賽。
而2007年（職棒十八年）本要取消和局制，改成每一戰都必須打到分出勝負為止，與美國職棒大聯盟看齊。但後來因考慮到球員數不足的問題，改為「最多12局但不限時間」，避免球隊在時間限制下故意拖延比賽。
| 現行賽制 - 球季為3～10月間共30週，採「上、下半季制」 每年六月底左右將有短暫的休兵期以區分上、下半季。 - 「每隊每球季各打120場」，全年共計360場的例行賽 每年與其他球隊對戰達30場，上、下半季各15場。 - 開賽時間：平日賽程18:35。。週六、日賽程17:05，2025年起各球團可自行決定週末開賽時間。2022年起天母棒球場規定打到晚上10點。 - 和局制「延長賽最多12局但不限時間」。2024年起改為突破僵局制。第十局起，將前一局最後一名打者置於二壘。若12局結束仍平手則和局。 - 1990年（職棒元年）起採用「指定打擊制（DH）」 - 不限本國、外國籍選手，「每隊一軍最多登錄26名選手」 - 洋將限制「每隊註冊4人、一軍登錄3人、同時上場2人」 - 比賽用球「華櫻990」 | 歷年例行賽成績一覽表 \| 球隊 \| 球季 \| 出賽 \| 勝 \| 敗 \| 和 \| 勝率 \| \| -------------------------------------- \| ---- \| ---- \| ---- \| ---- \| --- \| ---- \| \| 統一獅/統一7-ELEVEn獅 \| 35 \| 3255 \| 1699 \| 1453 \| 103 \| .539 \| \| 兄弟象/中信兄弟 \| 35 \| 3153 \| 1593 \| 1467 \| 93 \| .521 \| \| 俊國熊/興農熊/興農牛/義大犀牛/富邦悍將 \| 32 \| 3105 \| 1457 \| 1693 \| 71 \| .463 \| \| 第一金剛/La New熊/Lamigo桃猿/樂天桃猿 \| 22 \| 2160 \| 1172 \| 1054 \| 45 \| .527 \| \| 味全龍 \| 14 \| 1423 \| 703 \| 672 \| 48 \| .511 \| \| 台鋼雄鷹 \| 1 \| 120 \| 49 \| 70 \| 1 \| .412 \| \| 三商虎 \| 10 \| 944 \| 414 \| 485 \| 45 \| .461 \| \| 時報鷹 \| 5 \| 476 \| 228 \| 237 \| 11 \| .490 \| \| 和信鯨/中信鯨 \| 12 \| 1062 \| 515 \| 511 \| 36 \| .502 \| \| 誠泰太陽/誠泰Cobras/米迪亞暴龍 \| 6 \| 349 \| 149 \| 144 \| 8 \| .509 \| 標出顏色的表示消失的球隊 |      |      |      |     |      |
| 球隊 | 球季 | 出賽 | 勝   | 敗   | 和  | 勝率 |
| 統一獅/統一7-ELEVEn獅 | 35 | 3255 | 1699 | 1453 | 103 | .539 |
| 兄弟象/中信兄弟 | 35 | 3153 | 1593 | 1467 | 93  | .521 |
| 俊國熊/興農熊/興農牛/義大犀牛/富邦悍將 | 32 | 3105 | 1457 | 1693 | 71  | .463 |
| 第一金剛/La New熊/Lamigo桃猿/樂天桃猿 | 22 | 2160 | 1172 | 1054 | 45  | .527 |
| 味全龍 | 14 | 1423 | 703  | 672  | 48  | .511 |
| 台鋼雄鷹 | 1 | 120  | 49   | 70   | 1   | .412 |
| 三商虎 | 10 | 944  | 414  | 485  | 45  | .461 |
| 時報鷹 | 5 | 476  | 228  | 237  | 11  | .490 |
| 和信鯨/中信鯨 | 12 | 1062 | 515  | 511  | 36  | .502 |
| 誠泰太陽/誠泰Cobras/米迪亞暴龍 | 6 | 349  | 149  | 144  | 8   | .509 |

### 季後挑戰賽
| 中華職棒季後挑戰賽（CPBL PLAYOFF SERIES）即中華職棒的季後賽。起因於1997年兩個墊底球隊的總冠軍賽：上季冠軍時報鷹（年度第六、下季墊底）、下季冠軍味全龍（年度第四、上季墊底）進軍總冠軍賽，年度前三名皆無緣季後賽。聯盟決議實施單一球季。因此實行季後賽的制度，後來曾因球團減少而廢止。 但2005年起，為了彌補2004年的缺憾，決議增設「外卡」球隊。2008年球季結束後，又因球團減少而更改制度，讓「季後挑戰賽」不再是每年舉行。但因此制度造成各隊在例行賽末期為爭取季後賽資格而採取「抓放」策略。故聯盟決定自2022年起如上下半季冠軍不同隊時，由年度勝率最高季冠軍直接晉級台灣大賽；勝率較低季冠軍球隊和和其他隊伍中全年勝率最高之球隊進行5戰3勝制季後挑戰賽（季冠軍先拿1勝）；勝隊晉級台灣大賽。 | 歷年季後挑戰賽一覽表 \| 年 \| 獲勝球團 \| 總教練 \| 成績 \| 勝敗表 \| 交戰球團 \| 總教練 \| \| ---- \| -------------- \| ------ \| ------ \| ------ \| -------------- \| ---------- \| \| 1998 \| 味全龍 \| 徐生明 \| 2勝1敗 \| ●○○ \| 統一獅 \| 林家祥 \| \| 1999 \| 味全龍 \| 徐生明 \| 2勝1敗 \| ●○○ \| 統一獅 \| 曾智偵 \| \| 2005 \| 誠泰COBRAS \| 郭泰源 \| 3勝1敗 \| ○●○○ \| 統一獅 \| 大橋穰 \| \| 2006 \| 統一獅 \| 大橋穰 \| 3勝0敗 \| ○○○ \| 興農牛 \| 劉榮華 \| \| 2007 \| 統一獅 \| 呂文生 \| 3勝0敗 \| ○○○ \| 誠泰COBRAS \| 吳復連 \| \| 2008 \| 兄弟象 \| 王光輝 \| 3勝0敗 \| ○○○ \| La new熊 \| 洪一中 \| \| 2017 \| 中信兄弟 \| 史耐德 \| 3勝1敗 \| ○●○○ \| 統一7-ELEVEn獅 \| 黃甘霖 \| \| 2018 \| 統一7-ELEVEn獅 \| 黃甘霖 \| 3勝1敗 \| ○●○○ \| 富邦悍將 \| 陳連宏 \| \| 2022 \| 中信兄弟 \| 林威助 \| 3勝1敗 \| ☆○●○ \| 味全龍 \| 葉君璋 \| \| 2023 \| 樂天桃猿 \| 曾豪駒 \| 3勝1敗 \| ★○○○ \| 統一7-ELEVEn獅 \| 林岳平 \| \| 2024 \| 統一7-ELEVEn獅 \| 林岳平 \| 3勝1敗 \| ☆○●○ \| 樂天桃猿 \| 古久保健二 \| ☆/★代表「保送」勝場或相對敗場、○代表勝、●代表敗 |        |        |        |                |            |
| 年 | 獲勝球團 | 總教練 | 成績   | 勝敗表 | 交戰球團       | 總教練     |
| 1998 | 味全龍 | 徐生明 | 2勝1敗 | ●○○    | 統一獅         | 林家祥     |
| 1999 | 味全龍 | 徐生明 | 2勝1敗 | ●○○    | 統一獅         | 曾智偵     |
| 2005 | 誠泰COBRAS | 郭泰源 | 3勝1敗 | ○●○○   | 統一獅         | 大橋穰     |
| 2006 | 統一獅 | 大橋穰 | 3勝0敗 | ○○○    | 興農牛         | 劉榮華     |
| 2007 | 統一獅 | 呂文生 | 3勝0敗 | ○○○    | 誠泰COBRAS     | 吳復連     |
| 2008 | 兄弟象 | 王光輝 | 3勝0敗 | ○○○    | La new熊       | 洪一中     |
| 2017 | 中信兄弟 | 史耐德 | 3勝1敗 | ○●○○   | 統一7-ELEVEn獅 | 黃甘霖     |
| 2018 | 統一7-ELEVEn獅 | 黃甘霖 | 3勝1敗 | ○●○○   | 富邦悍將       | 陳連宏     |
| 2022 | 中信兄弟 | 林威助 | 3勝1敗 | ☆○●○   | 味全龍         | 葉君璋     |
| 2023 | 樂天桃猿 | 曾豪駒 | 3勝1敗 | ★○○○   | 統一7-ELEVEn獅 | 林岳平     |
| 2024 | 統一7-ELEVEn獅 | 林岳平 | 3勝1敗 | ☆○●○   | 樂天桃猿       | 古久保健二 |

現行賽制
2022年起由於賽制的更改，外卡球隊會隨實際戰績情形而產生，不一定每年皆會出現：
- 上、下半球季冠軍為同一隊時，由全季勝率第二名與第三名球隊，進行季後挑戰賽。[53][54]

採五戰三勝制，全季勝率第二名可享有三場主場優勢。勝隊晉級台灣大賽。全季勝率第二名的球隊可享有三場主場優勢。享三場主場優勢的球隊擁有前兩場跟後一場的主場。主場採2-2-1的形式。
- 全年度勝率第一名球隊未取得上下半季任一球季冠軍時[51]，由年度勝率最高季冠軍直接晉級台灣大賽；由上下半季季冠軍之兩隊中，全季勝率較低之球隊，與全季勝率第一之球隊，進行季後挑戰賽。採五戰三勝制，奪得季冠軍的球隊可享有三場主場優勢[53]。勝隊晉級台灣大賽。享三場主場優勢的球隊擁有前兩場跟後一場的主場。主場採2-2-1的形式。
- 上下半季冠軍不同隊時，由年度勝率最高季冠軍直接晉級台灣大賽；勝率較低之季冠軍球隊，與其他隊伍中全年勝率最高之球隊，進行季後挑戰賽（季冠軍先拿一勝）。採五戰三勝制，奪得季冠軍的球隊可享有三場主場優勢[53]。勝隊晉級台灣大賽。享三場主場優勢的球隊擁有前一場跟後兩場的主場。主場採1-1-2的形式。

### 臺灣大賽
| 臺灣大賽（CPBL Taiwan Series）即中華職棒的總冠軍賽，於1990年開始舉行，當年稱為「中華大賽」，但隔年即不再使用。 2003年（職棒十四年）為中華職棒與台灣大聯盟兩聯盟合併後首度舉辦的年度總冠軍賽，聯盟表示隨著台灣職棒在國際能見度漸高，有必要和其他國家一樣取一個響亮且能代表比賽意義的名稱，因此決議將總冠軍戰命名為「臺灣大賽」，即臺灣每年最重要的棒球盛會。 2005年至2013年由於亞洲職棒大賽的建立，凡是於「臺灣大賽」獲勝的球隊將可代表中華職棒參加年底所舉行的亞洲職棒大賽，和日本大賽、韓國大賽等優勝隊伍爭取最高榮耀。目前中華職棒於亞洲職棒大賽最好的成績為第二名。 臺灣大賽的主場採2-2-3的形式。享五場主場優勢的球隊擁有「擁有前兩場以及後三場的主場」。截至2024年（職棒35年）球季為止，統一7-ELEVEn獅和中信兄弟一共拿下10次臺灣大賽冠軍，為並列中職奪冠次數最多的球隊。 現行賽制 - 上、下半季冠軍不同球隊時，而其中一隊為年度第一時： 直接進行七戰四勝制的臺灣大賽，全年勝率較高者享有臺灣大賽主場優勢。 - 全年度勝率第一名球隊未取得上下半季任一球季冠軍時： 奪得冠軍的兩隊中，全年勝率較高之球隊直接進打入臺灣大賽，並享有臺灣大賽主場優勢。 全季勝率較低之球隊，與全季勝率第一之「外卡」球隊，進行「季後挑戰賽」。 - 上、下半季冠軍相同球隊時： 該球隊直接進打入臺灣大賽，並保送一勝，且享有臺灣大賽主場優勢（因保送一勝，故只安排六場，主場採2-2-2模式）。 將由全季勝率第二名與第三名球隊進行「季後挑戰賽」 1. 第一屆：由La New二軍、代訓紅隊及代訓藍隊中年度勝率最高的第一、二名球隊，進行五戰三勝制的總冠軍賽。 2. 第二屆：合庫及台電不列入例行賽排名，由La New二軍、統一二軍、代訓紅隊及代訓藍隊中年度勝率最高的第一、二名球隊，進行七戰四勝制的總冠軍賽。 3. 第三屆：職棒聯盟將代訓對抗賽分成兩個部份。 １代訓藍隊、合庫、國體及中信二軍為Ａ組，台電、La New二軍、統一二軍、台體為Ｂ組。其中四支業餘隊伍，包含合作金庫、國立體院、台灣電力、台灣體院不列入例行賽排名，選出四強隊伍，四強隊伍勝出進行一戰定生死的業餘交流戰總冠軍賽。 ２代訓藍隊、La New二軍、統一二軍、中信二軍中年度勝率最高的第一、二名球隊，進行七戰四勝制的總冠軍賽。 4. 2009年起，由中華職棒大聯盟二軍季賽全年戰績排行第一、第二的兩支球隊進行五戰三勝制或七戰四勝制的總冠軍系列賽。 - 年度戰績較佳者享有主場優勢。 \| 屆 \| 西元年度 \| 獲勝球隊 \| 總教練 \| 對戰成績 \| 勝敗表 \| 交戰對手 \| 總教練 \| \| 1 \| 2005年 \| 代訓藍 \| 李來發 \| 3勝1敗 \| ●○○○ \| La New二軍 \| 郭建霖 \| \| 2 \| 2006年 \| 代訓藍 \| 李杜宏 \| 4勝3敗 \| ●○○●●○○ \| La New二軍 \| 郭建霖 \| \| 3 \| 2007年 \| 代訓藍 \| 林百亨 \| 4勝1敗 \| ○○●○○ \| La New二軍 \| 郭建霖 \| \| 4 \| 2008年 \| 中信二軍 \| 李來發 \| 4勝3敗 \| ○●●●○○○ \| La New二軍 \| 莊志偉 \| \| 5 \| 2009年 \| La New二軍 \| 蔡榮宗 \| 4勝0敗 \| ○○○○ \| 統一二軍 \| 羅敏卿 \| \| 6 \| 2010年 \| 統一二軍 \| 羅敏卿 \| 4勝3敗 \| ●●○●○○○ \| 興農二軍 \| 黃煚隆 \| \| 7 \| 2011年 \| Lamigo二軍 \| 郭建霖 \| 4勝2敗1和 \| ○●△○●○○ \| 興農二軍 \| 黃忠義 \| \| 8 \| 2012年 \| 兄弟二軍 \| 馮勝賢 \| 4勝1敗 \| ●○○○○ \| 統一二軍 \| 黃甘霖 \| \| 9 \| 2013年 \| 義大二軍 \| 陳威志 \| 4勝2敗 \| ○●○●○○ \| Lamigo二軍 \| 郭建霖 \| \| 10 \| 2014年 \| 統一二軍 \| 黃甘霖 \| 3勝2敗 \| ●●○○○ \| 中信兄弟二軍 \| 林百亨 \| \| 11 \| 2015年 \| Lamigo二軍 \| 郭建霖 \| 3勝1敗 \| ○○●○ \| 中信兄弟二軍 \| 陳琦豐 \| \| 12 \| 2016年 \| 中信兄弟二軍 \| 大威 \| 3勝2敗 \| ○○●●○ \| Lamigo二軍 \| 郭建霖 \| \| 13 \| 2017年 \| 中信兄弟二軍 \| 大威 \| 3勝1敗 \| ●○○○ \| 富邦二軍 \| 許國隆 \| \| 14 \| 2018年 \| 中信兄弟二軍 \| 林威助 \| 3勝1敗 \| ○○●○ \| Lamigo二軍 \| 林振賢 \| \| 15 \| 2019年 \| 中信兄弟二軍 \| 林威助 \| 3勝0敗 \| ○○○ \| 富邦二軍 \| 施金典 \| \| 16 \| 2020年 \| 味全龍 \| 葉君璋 \| 3勝1敗 \| ●○○○ \| 中信兄弟二軍 \| 林威助 \| \| 17 \| 2021年 \| 中信兄弟二軍 \| 林明憲 \| 3勝2敗 \| ○○●●○ \| 樂天二軍 \| 劉榮華 \| \| 18 \| 2022年 \| 富邦二軍 \| 陳金鋒 \| 3勝1敗 \| ●○○○ \| 中信兄弟二軍 \| 林明憲 \| \| 19 \| 2023年 \| 台鋼雄鷹 \| 洪一中 \| 3勝0敗 \| ○○○ \| 富邦二軍 \| 陳金鋒 \| \| 20 \| 2024年 \| 味全二軍 \| 張家浩 \| 3勝2敗 \| ●●○○○ \| 統一二軍 \| 劉育辰 \| |          |              |        |           |         |              |        |
| 屆 | 西元年度 | 獲勝球隊     | 總教練 | 對戰成績  | 勝敗表  | 交戰對手     | 總教練 |
| 1 | 2005年   | 代訓藍       | 李來發 | 3勝1敗    | ●○○○    | La New二軍   | 郭建霖 |
| 2 | 2006年   | 代訓藍       | 李杜宏 | 4勝3敗    | ●○○●●○○ | La New二軍   | 郭建霖 |
| 3 | 2007年   | 代訓藍       | 林百亨 | 4勝1敗    | ○○●○○   | La New二軍   | 郭建霖 |
| 4 | 2008年   | 中信二軍     | 李來發 | 4勝3敗    | ○●●●○○○ | La New二軍   | 莊志偉 |
| 5 | 2009年   | La New二軍   | 蔡榮宗 | 4勝0敗    | ○○○○    | 統一二軍     | 羅敏卿 |
| 6 | 2010年   | 統一二軍     | 羅敏卿 | 4勝3敗    | ●●○●○○○ | 興農二軍     | 黃煚隆 |
| 7 | 2011年   | Lamigo二軍   | 郭建霖 | 4勝2敗1和 | ○●△○●○○ | 興農二軍     | 黃忠義 |
| 8 | 2012年   | 兄弟二軍     | 馮勝賢 | 4勝1敗    | ●○○○○   | 統一二軍     | 黃甘霖 |
| 9 | 2013年   | 義大二軍     | 陳威志 | 4勝2敗    | ○●○●○○  | Lamigo二軍   | 郭建霖 |
| 10 | 2014年   | 統一二軍     | 黃甘霖 | 3勝2敗    | ●●○○○   | 中信兄弟二軍 | 林百亨 |
| 11 | 2015年   | Lamigo二軍   | 郭建霖 | 3勝1敗    | ○○●○    | 中信兄弟二軍 | 陳琦豐 |
| 12 | 2016年   | 中信兄弟二軍 | 大威   | 3勝2敗    | ○○●●○   | Lamigo二軍   | 郭建霖 |
| 13 | 2017年   | 中信兄弟二軍 | 大威   | 3勝1敗    | ●○○○    | 富邦二軍     | 許國隆 |
| 14 | 2018年   | 中信兄弟二軍 | 林威助 | 3勝1敗    | ○○●○    | Lamigo二軍   | 林振賢 |
| 15 | 2019年   | 中信兄弟二軍 | 林威助 | 3勝0敗    | ○○○     | 富邦二軍     | 施金典 |
| 16 | 2020年   | 味全龍       | 葉君璋 | 3勝1敗    | ●○○○    | 中信兄弟二軍 | 林威助 |
| 17 | 2021年   | 中信兄弟二軍 | 林明憲 | 3勝2敗    | ○○●●○   | 樂天二軍     | 劉榮華 |
| 18 | 2022年   | 富邦二軍     | 陳金鋒 | 3勝1敗    | ●○○○    | 中信兄弟二軍 | 林明憲 |
| 19 | 2023年   | 台鋼雄鷹     | 洪一中 | 3勝0敗    | ○○○     | 富邦二軍     | 陳金鋒 |
| 20 | 2024年   | 味全二軍     | 張家浩 | 3勝2敗    | ●●○○○   | 統一二軍     | 劉育辰 |

## 薪資
- 一軍最低薪月薪新台幣7萬元。二軍選手若是月薪低於7萬元的選手，球團將提撥6%作為專案儲存信託，退役時可領回。

## 自由球員
2010年球季結束後，中華職棒聯盟決議推動「自由球員」制度。此制度的誕生主因於2009年中華職棒假球事件，為了杜絕假球，並提高球員的平均薪資，聯盟方面參考日本、韓國職棒的自由球員制度，作出中華職棒的版本。

#### 舊制
- 一軍資歷滿6年有權旅外、滿9年成為自由球員
- 補償條款

12/31以前：這名選手年薪的250%、年薪150%加上1名非保護名單選手、年薪150%加上1個首輪選秀權
01/01以後：這名選手年薪的125%、年薪75%加上1名非保護名單選手、年薪75%加上1個首輪選秀權

#### 現行制度
- 年資：從兩聯盟合併的2003年起算，一軍登錄天數滿125天為1個單位年，不足天數則併入下個年度
- 一軍資歷滿6年有權旅外、滿9年成為自由球員，大學讀滿4年以上，年資滿8年可成自由球員
- FA資格公告：例行賽結束後3天內，中職公告具備旅外、FA的資格選手
- 時程:公告後7天內，球員必須宣佈成為FA
- 補償條款:這名選手年薪的125%、年薪75%加上1名非保護名單選手

### 旅外
當球員年資滿3年即可申請旅外資格，但是仍須經過原球團同意，才可旅外發展。

## 爭議

#### 引用規則錯誤
對於棒球規則部分裁判引用錯誤，以及過多誤判影響比賽進行。

#### 好球帶
中職裁判的好球帶長期以來各種質疑聲浪不斷，克拉克、黃甘霖、陳連宏以及洪一中皆曾表示中職主審的好球帶會出現標準不一的情況。陳連宏和葉君璋都曾認為中職裁判的好球帶過寬導致比賽不公。伯納則曾多次質疑中職好球帶太小導致中職的投手難以生存。

#### 更改名稱問題
2020年4月14日，時代力量立委陳椒華詢問行政院院長蘇貞昌中華職棒這類名稱是否應該推動正名，蘇貞昌表示「如何區別台灣與中國不同，有其必要」；同天，中職秘書長馮勝賢則認為曾經合作過的棒球聯盟都能理解中職是台灣而非中國大陸的職業棒球聯盟，並表示改名一事茲事體大，需經由會長與常務理事提出後，獲得各隊球團的同意才能進行。2020年4月15日，中職會長吳志揚表示中職是民間單位，改名一事不應受政府干涉，目前維持「中華職棒」這個名字並沒有問題。而中職五隊球團於受訪時，都沒有對是否支持正名一事做出明確的答覆或表態。於2021年1月，新任會長蔡其昌表示，對於聯盟「正名」，當然要讓大家知道這不是中國大陆的比賽，是台灣的比賽，但不是現階段最快要解決的問題。

#### 波西條款事件
中華職棒31年9月10日場次190—中信兄弟對樂天桃猿的比賽，於6局下半時本壘攻防所發生的爭議事件，原本6局下半時陳俊秀衝回本壘遭到觸殺，然而後經過樂天輔助判決挑戰，認定中信捕手陳家駒違反波西條款，而改判陳俊秀得分，比賽最終以一分之差由樂天桃猿取得勝利，由於違反波西條款事由並不明確，後續引起爭議。

## 腳註

### 來源
- 中華職棒大聯盟全球資訊網（页面存档备份，存于）
- 葉鴻慶. . 《職業棒球》: 12–15.

## 外部連結
- 官方网站

(中華職棒)